# Позен (административный округ, Вартеланд)

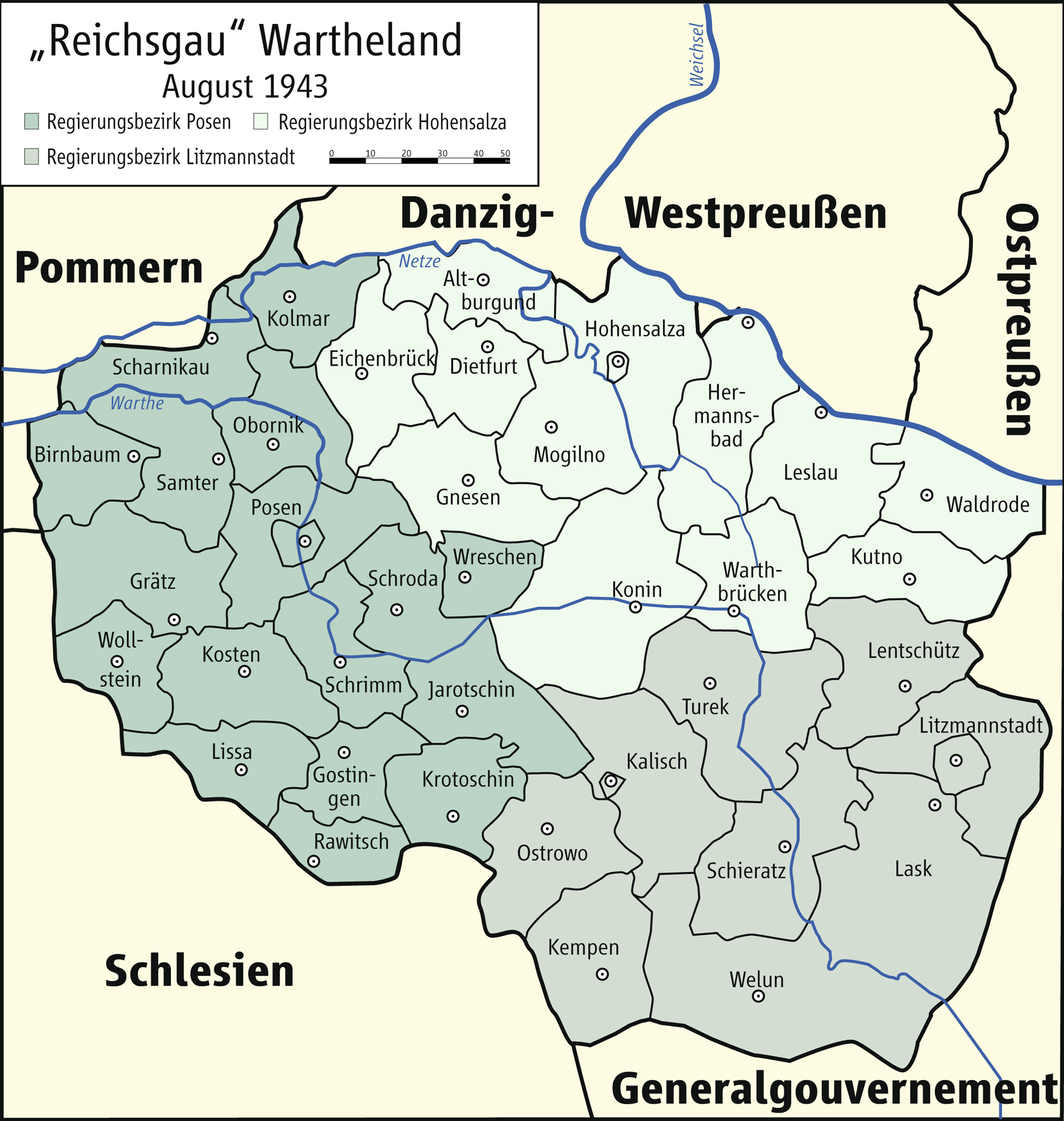
Административные округа и районы рейхсгау Вартеланд в августе 1943 года.

Административный округ Позен (нем. Regierungsbezirk Posen) — существовавшая на территории оккупированной Третьем рейхом Польши административно-территориальная единица с центром в Позене (польское название — Познань), включённая в состав рейхсгау Позен (с 1941 года — рейхсгау Вартеланд). Округ был создан в 1939 году и просуществовал до 1945 года. Сегодня бывшая территория округа вновь входит в состав Польши.

## История
С 1815 по 1919 годы одноимённый административный округ уже существовал в составе прусской провинции Позен. Однако после подписания Версальского мирного договора 28 июня 1919 года большая часть провинции вошла в состав польского государства.

## Административное деление округа
Административный округ Позен был разделён на следующие районы:

### Городские районы
1. Позен (нем. Posen), польское название — Познань

### Сельские районы
1. Район Бирнбаум (нем. Landkreis Birnbaum)
2. Район Волльштайн (нем. Landkreis Wollstein)
3. Район Врешен (нем. Landkreis Wreschen)
4. Район Гостинген (нем. Landkreis Gostingen)
5. Район Гретц (нем. Landkreis Grätz)
6. Район Замтер (нем. Landkreis Samter)
7. Район Кольмар (нем. Landkreis Kolmar)
8. Район Костен (нем. Landkreis Kosten)
9. Район Кротошин (нем. Landkreis Krotoschin)
10. Район Лисса (нем. Landkreis Lissa)
11. Район Оборник (нем. Landkreis Obornik)
12. Район Позен (нем. Landkreis Posen)
13. Район Равич (нем. Landkreis Rawitsch)
14. Район Шарникау (нем. Landkreis Scharnikau)
15. Район Шримм (нем. Landkreis Schrimm)
16. Район Шрода (нем. Landkreis Schroda)
17. Район Ярочин (нем. Landkreis Jarotschin)